# دونالد إم. فريم
دونالد إم. فريم (بالإنجليزية: Donald M. Frame)‏ هو لاعب كرة مضرب أمريكي، ولد في 1911 في مانهاتن في الولايات المتحدة، وتوفي في 8 مارس 1991.